# HD 69445
HD 69445，又名CD-30 5946，SAO 199010、HR 3251，是一颗恒星，视星等为6.21，位于銀經249.71，銀緯2.33，其B1900.0坐标为赤經8h 11m 51.9s，赤緯-30° 2.33′ 6″。